# Invercargill
Invercargill é a cidade mais meridional e oriental da Nova Zelândia e uma das mais meridionais do mundo. É um centro comercial da Ilha Sul, perto de The Catlins. Sua população urbana é de 48 200 habitantes e sua área é de 491 km².

## Clima
Clime de Invercargill:
| Gráfico climático para Invercargill            | Gráfico climático para Invercargill | Gráfico climático para Invercargill | Gráfico climático para Invercargill | Gráfico climático para Invercargill | Gráfico climático para Invercargill | Gráfico climático para Invercargill | Gráfico climático para Invercargill | Gráfico climático para Invercargill | Gráfico climático para Invercargill | Gráfico climático para Invercargill | Gráfico climático para Invercargill |
| ---------------------------------------------- | ----------------------------------- | ----------------------------------- | ----------------------------------- | ----------------------------------- | ----------------------------------- | ----------------------------------- | ----------------------------------- | ----------------------------------- | ----------------------------------- | ----------------------------------- | ----------------------------------- |
| J                                              | F                                   | M                                   | A                                   | M                                   | J                                   | J                                   | A                                   | S                                   | O                                   | N                                   | D                                   |
| 100 19 10                                      | 79 19 10                            | 91 17 8                             | 103 15 6                            | 110 12 4                            | 102 10 2                            | 78 9 1                              | 64 11 2                             | 76 13 4                             | 88 15 6                             | 88 16 7                             | 87 18 9                             |
| Temperaturas em °C • Precipitações em mmFonte: |                                     |                                     |                                     |                                     |                                     |                                     |                                     |                                     |                                     |                                     |                                     |